# Cantón de Faucogney-et-la-Mer
El cantón de Faucogney-et-la-Mer era una división administrativa francesa, que estaba situada en el departamento de Alto Saona y la región de Franco Condado.

## Composición
El cantón estaba formado por dieciséis comunas:
- Amage
- Amont-et-Effreney
- Beulotte-Saint-Laurent
- Corravillers
- Esmoulières
- Faucogney-et-la-Mer
- La Bruyère
- La Longine
- La Montagne
- La Proiselière-et-Langle
- La Rosière
- La Voivre
- Les Fessey
- Raddon-et-Chapendu
- Saint-Bresson
- Sainte-Marie-en-Chanois

## Supresión del cantón de Faucogney-et-la-Mer
En aplicación del Decreto nº 2014-164 de 17 de febrero de 2014, el cantón de Faucogney-et-la-Mer fue suprimido el 22 de marzo de 2015 y sus 16 comunas pasaron a formar parte del nuevo cantón de Mélisey.